# Iqraa TV
Iqra TV is een Saoedi-Arabisch televisienetwerk, gefinancierd door Saoedische investeerders. De studio's bevinden zich voor het grootste deel in de stad Dubai. Iqra is Arabisch voor de gebiedende wijs van 'reciteren', maar heeft in koranisch-religieus opzicht ook de interpretatie 'zoeken naar kennis' gekregen.
De zender werd een instantsucces door de introductie van 'televisie-imam' Amr Khaled. Deze prediker uit Egypte is de lieveling van het Iqra-publiek. Ook in Nederland schijnt zijn populariteit te groeien. In Nederland is de zender via de Hotbird satelliet te ontvangen. 
Het woord Iqra is een verwijzing naar Soera De Bloedklomp, waarvan de titel in het Arabisch Al-'Alaq of Iqra is, wat respectievelijk 'De Klonter (Embryo)' of 'Lees!' betekent.